# Receptividad endometrial
La receptividad endometrial es la característica del endometrio que permite la implantación de un blastocisto, lo cual es un paso imprescindible para el correcto desarrollo embrionario. 
En los estudios histológicos de Noyes ya se determinó que el ciclo endometrial puede dividirse principalmente en dos fases: proliferativa (preovulatoria) y secretora (postovulatoria). Dentro de la fase secretora, concretamente en la fase secretora intermedia, existe un corto período de tiempo en el que el endometrio es receptivo  para la implantación del embrión, lo que se llama la ventana de implantación (WOI: Window Of Implantation). Este período ocurre en torno a 6 o 10 días después de la ovulación, lo que se traduce en los días 20 a 24 del ciclo menstrual. Fuera de estos días, un embrión que llegue al útero no se implantará. 
Para que un endometrio sea receptivo debe tener un grosor de entre 7 a 10 mm. Por debajo de 6 mm se considera un endometrio fino y por lo tanto no receptivo.
Un defecto en la capacidad receptiva del endometrio puede ser una causa de abortos de repetición.
En el establecimiento de la receptividad endometrial juegan una multitud de factores: expresión de genes, niveles hormonales, microbiota,...

## Niveles hormonales
Las hormonas sexuales femeninas son las principales responsables de regular los genes encargados en el establecimiento de la receptividad:
- Estrógenos. Los estrógenos son los encargados de asegurar la proliferación del endometrio durante la primera fase del ciclo menstrual. Sin una correcta proliferación, no es posible que el endometrio sea receptivo. Algunos genes implicados en la vía de señalización son el gen LIF (factor inhibidor de leucemia) o STAT-3.
- Progesterona. La secreción de progesterona por parte del cuerpo lúteo tras la ovulación es el determinante en último término de la expresión de aquellos genes y moléculas de adhesión que permiten que, al llegar un blastocisto, este se implante. Pese a su papel esencial, se ha demostrado que un exceso de progesterona tiene efectos negativos sobre la capacidad receptiva.[4]

Dada su importancia, es un parámetro a tener muy en cuenta a la hora de realizar técnicas de reproducción asistida, como la fecundación in vitro: un embrión viable que sea introducido en un útero no receptivo no desembocará en un embarazo.

## Microbiota
La microbiota endometrial es el conjunto de microorganismos que se encuentra en el endometrio de forma normal. Estos microorganismos son mayoritariamente especies de Lactobacillus (>90%) en condiciones normales, y se relacionan a la aparición de tolerancia inmune, que favorecería la implantación. En algunos casos, la microbiota endometrial puede alterarse y da lugar a lo que se llama disbiosis endometrial, que puede ser consecuencia de cambios hormonales, la edad, el uso de antibióticos, el origen étnico o el uso de dispositivos intrauterinos. La disbiosis endometrial se relaciona con pérdidas gestacionales, partos prematuros y bajas tasa de concepción. Cuando la microbiota endometrial se encuentra alterada aparece un aumento de infertilidad femenina asociada, lo que refuerza la relación de la microbiota normal con la receptividad endometrial. 
Hay estudios que proponen como pieza clave la presencia de Lactobacillus en la microbiota endometrial de mujeres sanas, puesto que proporciona un pH ácido que dificulta el crecimiento de bacterias patógenas. El buen estado de la microbiota endometrial podría determinar el éxito o el fracaso de un tratamiento de fecundación in vitro. 
En base a los hallazgos anteriores, están surgiendo tratamientos dirigidos a la restauración de una microbiota endometrial normal, que se basan en antibióticos, probióticos y trasplante de microbiota. La estrategia con resultados más significativos es la combinación de antibióticos y probióticos. El trasplante de microbiota endometrial contempla una posibilidad menos tangible actualmente, pero es posible teniendo en cuenta su similitud con técnicas ya exitosas como el trasplante de microbiota fecal y el trasplante de microbiota vaginal.

### Test EMMA
El test EMMA consiste en una prueba de cribado que analiza la microbiota del endometrio con fines pronósticos en el ámbito de la medicina reproductiva. Los resultados de este test aportan información sobre las poblaciones más abundantes de microorganismos presentes en el microbioma analizado, de forma que permite detectar disbiosis endometrial y el porcentaje de Lactobacillus. 
Esta prueba usa la técnica de NGS (Next Generation Sequencing) para identificar los genes bacterianos presentes en la muestra. Concretamente, se estudia el gen 16S rRNA, que permite la identificación de las distintas subpoblaciones bacterianas y su cuantificación. 

### Test ALICE
Al igual que el test EMMA, el test ALICE estudia la microbiota del endometrio de la paciente, pero no desde el punto de vista genético sino infeccioso. Así, el test ALICE permite el diagnóstico de infecciones del endometrio que pueden llevar a una endometritis crónica, que afecta aproximadamente al 30% de las pacientes infértiles por la disrupción que genera en la microbiota y en la receptividad endometrial. Este estudio es de gran utilidad puesto que en la mayoría de casos las infecciones que llevan a la endometritis crónica son silentes, por lo que no provocan síntomas que puedan llevar a un diagnóstico según el cuadro clínico. Entre las bacterias detectadas por el test ALICE encontramos Enterococcus spp, Streptococcus spp, Chlamydia,Mycoplasma spp y  Ureaplasma spp. Además, según los patógenos encontrados y el nivel en que estos se encuentran este examen devuelve también información acerca del tratamiento antibiótico más adecuado.
Para realizar tanto el test EMMA como el test ALICE solo se requiere una pequeña muestra de endometrio. 

## Test ERA: receptividad endometrial
El Test de Receptividad Endometrial (ERA) permite detectar y clasificar el endometrio como receptivo o no receptivo, según el patrón obtenido en una mujer fértil durante los días de la ventana de implantación. De este modo,  podemos calcular cuál es el mejor momento para transferir los embriones después de una Fecundación In Vitro.
Dentro de un ciclo de fecundación in vitro, antes de transferir el embrión al útero, se estudia el endometrio para conocer si es está preparado para la transferencia, analizando los genes activos en el momento de realizar la prueba y comparándolos con el patrón obtenido en una mujer fértil durante los días de la ventana de implantación.
Para realizar el análisis se realiza una biopsia de endometrio durante los días que pensamos que son la ventana de implantación de la paciente. Esto suele ser el día 21 del ciclo menstrual (fase receptiva) o después de 5 días completos de impregnación de Progesterona en un ciclo sustituido (HRT).
El ginecólogo tomará una muestra del tejido endometrial y se introduce en un “Criotubo ERA” que permite preservar la muestra del tejido y llevarla a analizar al laboratorio. Se analiza la expresión de 238 genes implicados en la receptividad endometrial para evaluar el estadio del endometrio y determinar si la mujer presenta un perfil genético de receptividad endometrial en el momento de la realización de la biopsia. 
En un inicio los genes que evaluaba el test ERA estaban relacionados con moléculas de adhesión, pero a día de hoy también pueden medir factores inflamatorios. Estos últimos son importantes porque el embrión es un cuerpo extraño que no puede ser atacado. Además, también se puede estudiar la microbiota del útero, que es de vital importancia para un correcto funcionamiento del mismo. Tras la evaluación de estos parámetros se va a poder determinar si el momento de la biopsia coincidió con la ventana de implantación.
Aproximadamente en 20 días se tienen los resultados de la prueba.
Esta prueba indicará si:
- El endometrio es receptivo: La ventana de implantación está localizada en el día en que se realizó la biopsia y el endometrio es receptivo durante esos días. La transferencia de los embriones se hará durante esos mismos días óptimos para la implantación en un ciclo posterior.

- El endometrio no es receptivo: El endometrio no es receptivo durante esos días. En este caso, el análisis puede sugerir realizar una segunda biopsia cambiando el día de la toma de la muestra para evaluar si la ventana de implantación podría estar desplazada.

El test de receptividad endometrial está indicado para mujeres con útero aparentemente normal y grosor del endometrio normal, pero que han tenido repetidos fallos de implantación.

## Enfermedad de Asherman
La enfermedad de Asherman o síndrome de Asherman consiste en la existencia de adherencias intrauterinas, de modo que el endometrio suele quedar atrófico de por vida. La causa principal de esta condición es la práctica de legrados repetitivos excesivamente exhaustivos, que genera una lesión en la capa basal del endometrio, lo que desemboca en la aparición de las adherencias. Otras posibles causas de este síndrome son las cirugías histeroscópicas, la embolización de la arteria uterina o la tuberculosis uterina. La presencia de adherencias intrauterinas en el síndrome de Asherman puede ir acompañada de síntomas como la hipomenorrea y la infertilidad.
En cuanto al diagnóstico, las pruebas de elección iniciales son la sonohisterografía con contraste o la histerosalpingografía, pero en muchas ocasiones el diagnóstico definitivo lo aporta la histeroscopia. 
El síndrome de Asherman solo requiere tratamiento en los casos que cursen con dolor incapacitante, sangrados irregulares y/o problemas de fertilidad. 

### Prevención primaria
Se ha propuesto el uso de geles de ácido hialurónico a la hora de hacer el legrado. 

### Tratamiento
Existen diferentes aproximaciones terapéuticas aplicables a esta patología, según si la finalidad implica restaurar la fertilidad o no. 
Cuando el objetivo no es revertir la infertilidad, se opta por la cirugía denominada adhesiólisis, indicada para pacientes sintomáticas con reglas dolorosas. Esta intervención consiste en la separación de las adherencias intrauterinas haciendo uso de un histeroscopio que tiene acopladas usando pequeñas tijeras o un instrumento eléctrico. Después de la cirugías, se colocan dispositivos intrauterinos como catéteres con balón o el DIU con el objetivo de prevenir la reaparición de adherencias. También se pueden administrar estrógenos como tratamiento auxiliar.
Si la finalidad del tratamiento de Asherman es restaurar la fertilidad, la estrategia debe ser encaminada hacia la medicina regenerativa.[cita requerida]
Se está estudiando [¿dónde?] la regeneración del endometrio mediante el tratamiento con células madre, empleando células madre derivadas de la médula ósea, células madre mesenquimales y células madre estromales autólogas de la sangre menstrual. 
En los ensayos,[¿cuál?] estas células se han introducido mediante diferentes métodos, como la infusión con catéteres en las arteriolas espirales, la administración a través del miometrio o la aplicación directa de las células estromales en la cavidad uterina. 
Varios estudios [¿cuál?] han aportado resultados favorables de esta estrategia, se ha demostrado que favorece el aumento del grosor del endometrio, hace que en varios casos vuelva la menstruación, incluso tras este tratamiento se han notificado casos de embarazos con nacidos vivos.[cita requerida]